# Jüdischer Friedhof Dernau

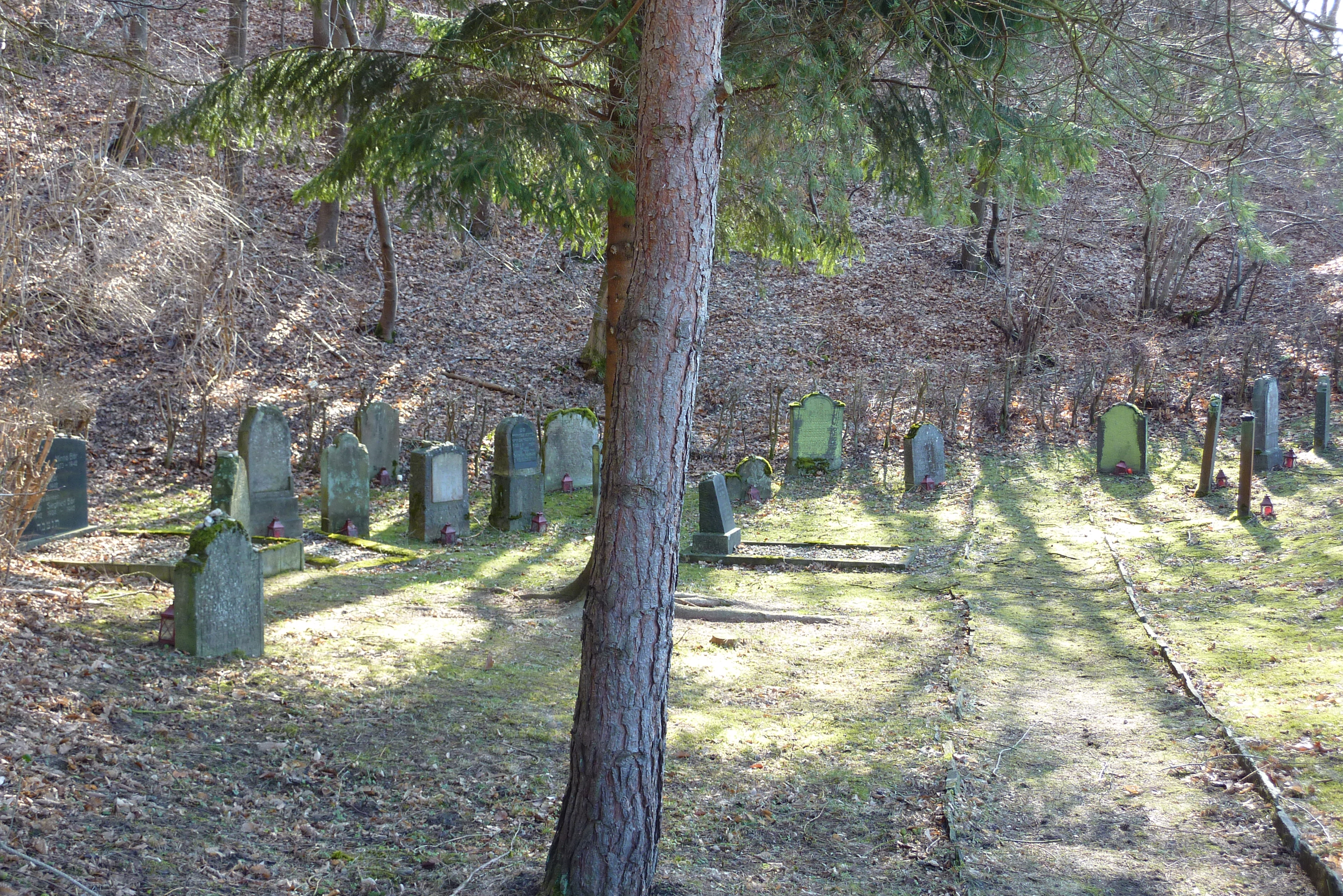
Jüdischer Friedhof Dernau

Der Jüdische Friedhof Dernau ist ein Jüdischer Friedhof in Dernau im Landkreis Ahrweiler in Rheinland-Pfalz. Er ist ein geschütztes Kulturdenkmal.

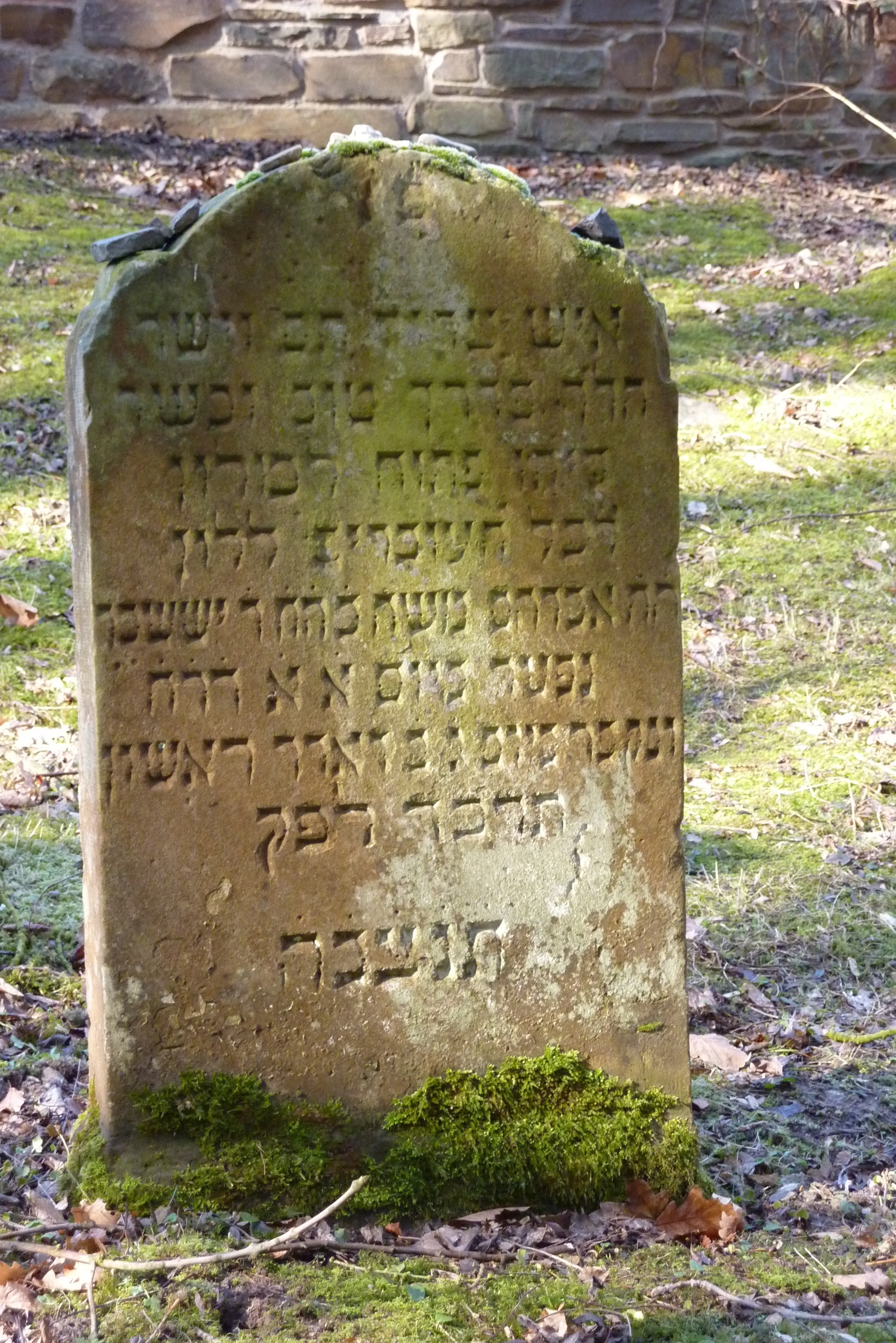
Jüdischer Friedhof Dernau, Grabstein

Die Jüdische Gemeinde Dernau ist seit 1609/1619 belegt. 
Die genaue Entstehungszeit des Friedhofs ist nicht bekannt, dürfte aber in der zweiten Hälfte des 18. Jahrhunderts sein. Damit wäre der jüdische Friedhof Dernau der älteste im Ahrtal. Die letzte Bestattung fand 1942 statt: Emma Bär, Minna Bär und Moses Bär. Die Söhne von Moses und Minna Bär, Arthur und Siegfried, wurden deportiert. Der 1936 in die USA emigrierte dritte Sohn Julius Bär ließ den Grabstein nach 1945 errichten. 
Der Friedhof befindet sich zwei Kilometer nördlich von Dernau in einer Senke am Waldrand an der Straße K 35 nach Grafschaft-Esch und ist 300 m² groß. Die heute noch vorhandenen 19 Grabsteine sind nicht nach der zeitlichen Reihenfolge der Bestattungen aufgestellt. Sie sind schlicht gestaltet, ohne die häufig zu findenden Symbole wie Segnende Priesterhände, Davidstern oder Levitenkanne.
In einem privaten Projekt von Dernauer, Ahrweiler und israelischen Bürgern wurde im Oktober 2015 ein neues Tor zum Dernauer Friedhof errichtet und gemeinsam eingeweiht. Das eiserne Tor zeigt die Menora, den Davidstern und zwei Schriftplatten in Hebräisch und Deutsch.